# مير غضب (كبغيان)
مير غضب (بالفارسية: میرغضب) هي قرية تقع في إيران في قسم كبغيان الريفي. يقدر عدد سكانها بـ 18 نسمة بحسب إحصاء 2016.